# Far Cry New Dawn
Far Cry New Dawn je střílečka z pohledu první osoby vyvinutá studiem Ubisoft Montreal a vydaná Ubisoftem. Jedná se o spin-off Far Cry série a přímé pokračování Far Cry 5. Hra byla vydána 15. února 2019 na Microsoft Windows (PC), PS4 a Xbox One.

## Hratelnost
Jako jeho předchůdce bude New Dawn zasazen do státu Montany, USA. Byla použita Far Cry 5 mapa, ale díky jaderné válce (čtěte dole) byla krajina většinově změněna, takže budou mít hráči co prozkoumávat. Hráči si mohou vytvořit novou postavu, ženu či muže a několik různých ras. Guns for Hire a Fangs (parťáci) zde zůstanou. I jako v předešlém díle můžete rekrutovat přeživší, zvířata, i některé staré známé tváře z minulého dílu. Dabéři hry budou noví, ale i z předchozího dílu. Ve hře jsou předvedeny jak nové zbraně, tak i recyklované zbraně z minulého dílu. Můžete si například vyrobit "vrhač pil" díky kterému můžete po nepříteli vystřelit kotouč z pily. Hráči získávají nové zbraně a vylepšení. Vozidla mohou být také vylepšena. Hra také obsahuje mód Expedice, který dovolí hráčům jet do ostatních míst po celých Spojených státech.

## Předpoklad
Sedmnáct let po jaderné válce, která zakončila hru Far Cry 5, se přeživší snaží znovu vybudovat komunitu v Hope County. Jejich snažení je, ale ohroženo Highwaymen's (zbojníky) skupinou která lidem vše bere. Tato skupina je vedená dvojčaty Mickey a Lou. Hra také ukáže jak se 17 let vyvíjel vztah policisty (za kterého jste hráli v Far Cry 5) a Josepha Seeda (hlavní záporák Far Cry 5, předpověděl konec světa).

## Vývoj
New Dawn je vyvinuto Ubisoft Montreal a zpracováno s Ubisoft Kiev, Ubisoft Bucharest a Ubisoft Shanghai. Podle slov art directora Isaaca Papismada, tým chtěl vytvořit post-apo hru v Far Cry universu už hodně dlouho.